# La Chartreuse de Parme
La Chartreuse de Parme (títol original en francès, en català La cartoixa de Parma) és una obra dramaticomusical en quatre actes composta  per Henri Sauguet sobre un llibret en francès d'Armand Lunel, basat en La cartoixa de Parma de Stendhal. Es va estrenar el 9 de març de 1939 a l'Académie Royale de Musique, dirigida per Philippe Gaubert.